# Бвана
Никола Ћосић (Београд, 16. новембар 1983), познатији под сценским именом као Бванаман или Бвана, јесте српски хип хоп извођач.

## Каријера
Хип-хоп каријеру започео је 2000. године, као члан групе LNG (Litle Nasty Gremlins), а након њеног расформирања, Бвана започиње соло каријеру објављивањем песме Ја сам Бвана и почиње активно да сарађује са репером Ђусом као један од чланова његовог 93 Фу Круа и гостује на његовом првом соло албуму Хипхопиум вол.1.
Године 2004, заједно са репером Севеном и Струком оснива групу Supahouse где снимају велики број песама. У истом периоду, успоставља сарадњу са 43зла екипом, окупљену око група Прти Бее Гее и Бед Копи, око снимања песама и заједничких концерата. Након снимања неколико песама са екипом 43зла, Бвана почиње снимање свог првог албума Ко је крао јогурт. Одлазак у Америку на школовање одлаже објављивање албума, који је завршен 2004. године, па га Бвана објављује тек након поврата у Србију, 2006. године, заједно са својим првим синглом Римујем и крадем, који је најавио издање следећег албума.
Године 2007, потписује уговор са издавачком кућом Take It Or Leave It Records и ради реиздање албума из претходне године.
Године 2009, Бвана избацује чак три албума, што је био врхунац његове каријере у досадашњем раду. Прво је објављен, други по реду соло албум На нивоу просечне цигле, заједно са видео синглом Систем.
Након тога, у сарадњи са Ајс Нигрутином избацује албум Фујзнем џигили, са видео синглом Магла. 2009. годину завршава са великим бројем концерата и са издањем у сарадњи са репером Жутим, под називом Повратак коровима и видео синглом за нумеру 'Де си брате?. Наредне године у његовом раду није било издања, али је концертно био изузетно активан, наступајући широм Србије и бивше СФРЈ, соло, али и са Ајс Нигрутином и групом Прти Бее Гее.
Кроз своју каријеру сарађивао је са великим бројем репера, а ипак задржао свој препознатљиви стил реповања. Музичка свестраност довела је до сарадње са рок групом Дртине са којима избацује Лајв албум 2010. године. Након неког времена, поново успоставља сарадњу са групом Дртине, са којима оснива бенд Бвана из Лагуне и Незнани лудаци, 2011. године. Наредне године избацује еп пројекат Кол'ко пара тол'ко репа, са актуелним синглом Кол'ко пара тол'ко музике и албум 50 евра мић (Није лоше него повољно), са екипом 43зла, а посебно се издваја сингл Црно vs. бело са Микри Маусом, који има више од 6. милиона прегледа на сајту јутјуб.
Године 2013. избацује еп Велкам ту џиги таун и Бванаматор 5000+, док наредне године избацује албум Двојезична плоча, са хрватским репером Канџијом. Исте, 2014. године, са групом Бвана из Лагуне и Незнани лудаци, избацује албум Незнани лудаци. 2016. године у мају избацује соло албум Челично мудо, а нешто касније исте године излази ремикс албума из 2013. године, Велкам ту џиги таун.
Године 2017, појавио се у краткометражном филму Живот по Москрију, представљајући самог себе
У јуну 2018. године избацује албум Ко ме то тамо пева у сарадњи са Микри Маусом. То је њихов други заједнички албум, након албума 50 евра мић (Није лоше него повољно).

## Сарадња и гостовања
Поред сарадње са члановима група Бед Копи и Прти Бее Гее, кроз своју каријеру сарађивао је са Струком, Севеном, Хејтер Лућом, Незнаним лудацима, Канџијом, Ђусом, групом Bad Voice, Исказом, Смоке Мардељаном, екипом Bauk Squad, репером Жутим, Салетом рдз, Млатом и са многим другим извођачима.
Током каријере гостовао је на многим албумима и пројектима других репера :
- 43зла - Све саме барабе (2004), песме Септичка јама и 100 џоинта
- Скај Виклер - Зашто брате Виклер? (2005), заједно са Марчелом, песма Навали народе
- Бед Копи - Најгори до сада (2006)
- Емси Моногамија - Бахата фамилија (2006), заједно са Москријем, песма Ми идемо
- Вариоус - Пабло је пао вол.1 (2007), на песмама Дај индо, У клубу и Хај скул реп
- Хејтер Лућа - Шта је то хејт? (2007), на песми Фаце упуцане
- Прти Бее Гее - Тачно у пре подне (2007), песма А сад мало оно
- Тимбе - Празник за уши (2009), песма Опасна
- Вариоус - Балкан Зоо (2010), песма Узми дим
- Струка - Сви пси иду у рај (2010), песма Хип Хоп
- Вокс - Фул фулова (2010), на песми Да те питам да фурамо
- Блоковски - Дете са лоптом увек нађе друштво за игру (2011), песма Пусти ме
- Bad Voice - Под сунцем место купи (2012), на песмама Заролајмо џугањ и Ми рокамо поново
- Канџија и Токсара - Златне жбице (2012), на песми Свемирска миса
- Жути - Ко друка (2013), на песми П. С. П. Д. Ш. С
- Green out - Рапаноја (2014), на песми Распад
- Исказ - Тантарос - Критична маса вол. 2 (2014), на песми Лерди
- Микри Маус - Микријев забавник (2015), песма Цела заједница месна
- Вариоус - The Best Of Hip Hop Vol. 1 (2016), са Ајс Нигрутином на песмама Репују о трава и Бољи него црње
- Вариоус - The Best Of Hip Hop Vol. 2 (2016), са Ајс Нигрутином, Скај Виклером и Гидром на песми У Г

## Дискографија

### Албуми
- Ко је крао јогурт? (2007)
- На нивоу просечне цигле (2009)
- Повратак коровима, са Жутим (2009)
- Фујзнем џигили, са Ајс Нигрутином (2009)
- Лајв албум, са Дртинама (2010)
- 50 евра мић (Није лоше него повољно), са Микри Маусом (2012)
- Незнани лудаци, са Незнаним лудацима (2014)
- Челично мудо (2016)
- Ко ме то тамо пева, са Микри Маусом (2018)

### ЕП
- Кол'ко пара тол'ко репа (2012)
- Велкам ту џиги таун (2013)
- Бваноматор 5000+ (2013)
- Двојезична плоча са Канџијом (2014)

### Спотови
- Римујем и крадем
- Урбана бајка
- Сви су мф
- Магла са Ајс Нигрутином
- Бвана немој више
- Јбн лош
- Лерди са Микри Маусом и Исказом
- Држава 'оће да ме убије
- Систем
- Афтер парти са Микри Маусом
- Кол'ко пара тол'ко музике
- Црно vs. Бело са Микри Маусом
- My Way
- Жибе са Еуфратом
- Бољи него црње са Ајс Нигрутином
- Један пут за ум, са Тибором и Генералом Ху
- Лади дади са Прти Бее Гееом и Ајс Нигрутином
- Умро је лерди
- Де си брате? са Жутим
- Обично класични свакидашњи мргуд
- Стерео емсијеви са Булчом
- Антихепи са Микри Маусом
- Имам скилове
- Хипхоп хуреј
- Варим са Cjofo-ом и Koolade-ом
- Невиђени чил
- Хоћу буку